# وانزی

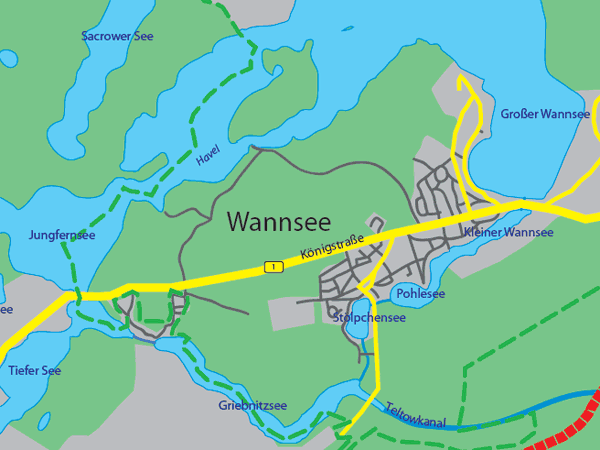
نقشه وانزه

وانزه محلی در جنوب غربی برلین، بوروی شتگلیتس-تسلندورف، آلمان است. این غربی‌ترین محل برلین است. در زمان بازی‌های المپیک تابستانی ۱۹۳۶، مسابقات تیراندازی المپیک در این منطقه انجام گرفت.